# レンテッラ
レンテッラ（イタリア語: Lentella）は、イタリア共和国アブルッツォ州キエーティ県にある、人口約700人の基礎自治体（コムーネ）。

## 地理

### 位置・広がり

#### 隣接コムーネ
隣接するコムーネは以下の通り。括弧内のCBはカンポバッソ県（モリーゼ州）所属を示す。
- クペッロ
- フレザグランディナーリア
- マファルダ (CB)
- モンテネーロ・ディ・ビザッチャ (CB)